# آرترودز سه گانه مچ پا
آرترودز سه گانه مچ پا یا تریپل آرترودز (به انگلیسی: Triple arthrodesis) یک روش جراحی می‌باشد که هدف آن برطرف کردن درد پای بیمار در حین راه رفتن، پایداری بهتر پا و در بعضی از موارد تصحیح بدشکلی پا می‌باشد.
این جراحی توسط فیوژن یا بهم چسباندن سه مفصل اصلی خلف پا انجام می گردد:
مفصل ساب تالار، مفصل کالکانو کوبید و مفصل تالو ناویکولر.
اغلب مواقع در بیمارانی انجام می‌شود که مفصل آن‌ها دچار آرتروز شدید است که به دنبال آرتریت رخداده و یا در جهت تصحیح بدشکلی کف پای صاف شدید می‌باشد.